# 三井不動産リアルティ
三井不動産リアルティ株式会社（みついふどうさんリアルティ）は、東京都千代田区霞が関三丁目に本社を置く不動産会社である。旧社名は、三井不動産販売株式会社。
三井グループに属し、三井不動産の子会社である。不動産売買仲介業最大手。

## 沿革
- 1969年（昭和44年）7月15日 - 三井不動産の分譲する各種不動産の販売代理会社として、三井不動産販売株式会社設立。
- 1975年（昭和50年）1月 - 本社を新宿三井ビルに移転。
- 1977年（昭和52年）2月 - 不動産流通市場の整備・拡充を図るため、「三井式フランチャイズシステム」を導入し、 神奈川地域に住販会社5社を設立。
- 1978年（昭和53年）- 2月から3月にかけて千葉県、埼玉県、神奈川県の各地域に住販会社計10社を設立。
- 1981年（昭和56年）10月 - 不動産流通事業にCIを導入し、「三井のリハウス」ブランドを利用開始。
- 1986年（昭和61年）4月 - 住販会社をリハウス会社に商号変更。
- 1987年（昭和62年）4月 - 初代リハウスガール（宮沢りえ）誕生。
- 1989年（平成元年）12月 - 東京証券取引所第2部に上場。
- 1991年（平成3年）9月 - 東証1部指定。
- 1994年（平成6年）4月 - 駐車場事業を行う子会社のサンスペース株式会社を設立。
- 1999年（平成11年）7月 - サンスペースを吸収合併。駐車場管理・運営業務を行う子会社のリパーク株式会社を設立。
- 2002年（平成14年）10月 - 三井不動産との株式交換により、同社の完全子会社となる。それに先立つ9月25日に東証1部上場廃止。
- 2006年（平成18年）10月1日 - 住宅販売事業について会社分割を実施し、三井不動産レジデンシャルに承継させる。
- 2007年（平成19年）10月1日 - リパーク株式会社を吸収合併。
- 2009年（平成21年）7月 - 各地のリハウス事業子会社を再編・統合し、商号変更。
- 2011年（平成23年）6月6日 - 東京都新宿区の新宿三井ビルから、東京都千代田区霞が関三丁目の霞が関ビルディングに本社を移転。
- 2012年（平成24年）4月1日 - 三井リハウス東京、三井リハウス西東京、三井リハウス湘南横浜、三井リハウス関西、三井リハウス名古屋の5社を吸収合併し、三井不動産リアルティ株式会社に商号変更。
- 2016年（平成28年）1月 - 「三井のリハウス」のロゴマークを35年ぶりに刷新。
- 2017年（平成29年）4月 - カーシェアリング・ジャパン株式会社を吸収合併。
- 2018年（平成30年）
  - 4月1日 -
    - 神奈川県南地区のフランチャイズ企業であった神奈川南リハウスが業務提携を解消し、商号を家不動産株式会社に変更[1]。
    - 「三井のリハウス」ブランドで展開する不動産流通業において、フランチャイズ会社を完全子会社化[2]。

  - 7月1日 - 子会社であるちばリハウスの商号を三井不動産リアルティ千葉株式会社」変更[3]。
- 2019年（平成31年/令和元年）
  - 3月 - 「三井のリパーク」駐車場が全国47都道府県全てに展開。
- 2022年（令和4年）4月 - 三井不動産リアルティ千葉株式会社を吸収合併。

## 事業展開
- 仲介業務

「三井のリハウス」というブランド名で、一戸建や土地、マンションなどの仲介を行っている。1986年度～2020年度の35年連続で全国仲介取扱件数No.1である。
- アセットコンサルティング業務

法人に対する不動産の仲介やコンサルティングなどを行っている。
- 駐車場業務

「三井のリパーク」というブランド名で、コインパーキング・月極駐車場などの運営や管理などを行っている。
- カーシェアリング業務

「三井のカーシェアーズ」というブランド名で行っている。2024年2月19日まではカレコ・カーシェアリングクラブという名称だった。
- その他業務

デューデリジェンス（詳細調査）、鑑定評価業務、保険の代理店業務などを行っている。

## 関連会社

### 完全子会社
- 三井不動産リアルティ札幌株式会社（旧・三井不動産販売札幌株式会社）
- 三井不動産リアルティ東北株式会社（旧・三井不動産販売東北株式会社）
- 三井不動産リアルティ中国株式会社（旧・三井不動産販売中国株式会社）
- 三井不動産リアルティ九州株式会社（旧・三井不動産販売九州株式会社）
- リハウスローンサービス株式会社
- 日本オートパーク株式会社

### 過去のフランチャイズ企業
- 神奈川南リハウス株式会社 - 2018年4月にフランチャイズを解消、現 家不動産株式会社[1]。